# Mihai Stepanescu
Mihai Stepanescu (n. 15 martie 1965, Reșița, Caraș-Severin, România – d. 24 ianuarie 2020, Reșița, Caraș-Severin, România) a ocupat funcția de Primar al municipiului Reșița, între 2008 și 2015, până în anul 2008 a fost șef al Ocolului Silvic Reșița.

## Biografie
Mihai Stepanescu a absolvit Școala Generalǎ Rusca din Teregova, Liceul Silvic Timișoara și Facultatea de Silviculturǎ și Exploatǎri Brașov.